# Tổ chức hợp tác phát triển quốc tế Thụy Điển
Tổ chức hợp tác phát triển quốc tế Thụy Điển (tiếng Anh: Swedish International Development Cooperation Agency, tiếng Thụy Điển: Styrelsen för internationellt utvecklingssamarbete, Sida) là một cơ quan chính phủ của Bộ Ngoại giao Thụy Điển. Sida chịu trách nhiệm tổ chức phần lớn hỗ trợ phát triển chính thức của Thụy Điển cho các nước đang phát triển.